# سیارک ۲۵۵۳۱
سیارک ۲۵۵۳۱ (به انگلیسی: 25531 Lessek، نامگذاری:1999XE133) بیست و پنج هزار و پانصد و سی و یکمین سیارک کشف شده‌است که در ۱۲ دسامبر ۱۹۹۹ کشف شد.
قدر مطلق سیارک برابر ۱۵.۵ است.